# テレサ・モウ
テレサ・モウ（毛舜筠、Teresa Mo、1960年11月5日-）は香港の女優。

1970年代後半から香港のテレビや映画で活躍。多数の出演作がある。2006年に『早熟 青い蕾』で香港電影金像奨の最優秀助演女優賞を受賞。

## 日本公開作品

### 映画
- 「フロント・ページ」 新半斤八兩 FrontPage (1990)
- 「インファナル・デイズ 逆転人生」 中環英雄 Don't Fool Me (1991) ※劇場未公開/DVDのみ
- 「レジェンド・オブ・ドラゴン」 龍的傳人 Legend of the Dragon (1991)
- 「ワンス・アポン・ア・タイム・イン・チャイナ外伝/天地笑覇」 黄飛鴻笑傅 (1991) ※劇場未公開/ビデオのみ
- 「ハード・ボイルド 新・男たちの挽歌」 辣手神探 Hard-Boiled (1992)
- 「黒薔薇VS黒薔薇」 92黑玫瑰對黑玫瑰 92 Legendary La Rose Noire (1992)
- 「ハッピー・ブラザー」 家有囍事 All's Well, Ends Well (1992)
- 「恋のトラブルメーカー」 我愛扭紋柴 Now You See Love, Now You Don't (1992) ※劇場未公開/ビデオのみ
- 「恋はマジック」 花田囍事 All's Well Ends Well Too (1993)
- 「幸せはイブの夜に」 大富之家 It's a Wonderful Life (1994)
- 「始まりのメロディー」 小親親 And I Hate You So (2000) ※映画祭上映後、CS放送のみ
- 「大丈夫」 大丈夫 Men Suddrnly in Black (2003) ※映画祭上映後、CS放送のみ
- 「ツインローズ」 見習黑玫瑰 Protege de la Rose Noire (2004) ※劇場未公開/DVDのみ
- 「早熟 青い蕾」 早熟 2 Young (2005) ※『早熟』の邦題で映画祭上映後、DVDのみ
- 「大丈夫2」 大丈夫2 Men Suddrnly in Black (2006) ※CS放送のみ
- 「燃えよデブゴン TOKYO MISSION」 肥龍過江 Enter the Fat Dragon (2020) フォンワー（芳華）役
- 「夜の珍客（中国語版）」 浮華宴 An Inspector Calls (2015) ※Netflix配信
- 「ママの出来事（中国語版）」 阿媽有咗第二個 Mama's Affair (2022) ※第17回大阪アジアン映画祭で上映
- 「香港ファミリー（中国語版）」 過時·過節 Hong Kong Family (2022) ※第18回大阪アジアン映画祭で上映
- 「四十四にして死屍死す（中国語版）」 死屍死時四十四 Over My Dead Body (2023) ※第18回大阪アジアン映画祭で上映

### テレビドラマ
- 「鹿鼎記」鹿鼎記 The Duke of Mount Deer (1984) - 沐劍屏 役
- 「楊家将」 楊家將 The Yang's Saga (2006) - 楊三娘羅素梅 役

## 受賞・ノミネート等
- 黒薔薇VS黒薔薇
  - 第12回香港電影金像奨（1993年）最優秀助演女優賞 ノミネート
- 恋のトラブルメーカー
  - 第12回香港電影金像奨（1993年）最優秀助演女優賞 ノミネート
- 始まりのメロディー
  - 第20回香港電影金像奨（2001年）最優秀助演女優賞 ノミネート
  - 第37回台湾金馬奨（2001年）最優秀助演女優賞 ノミネート
- 早熟 青い蕾
  - 第25回香港電影金像奨（2006年）最優秀助演女優賞 受賞
  - 第11回香港電影金紫荊獎（2006年）最優秀助演女優賞 受賞
  - 第42回台湾金馬奨（2006年）最優秀助演女優賞 ノミネート
- 大丈夫2
  - 第26回香港電影金像奨（2006年）最優秀主演女優賞 ノミネート
- 老港正傳（原題）※日本未公開
  - 第27回香港電影金像奨（2007年）最優秀主演女優賞 ノミネート
- 畢打自己人（原題）※日本未公開
  - 2009年TVBテレビ 最も好きな女性主人公賞 ノミネート
  - 2009年TVBテレビ 最優秀主演女優賞 ノミネート
- 天天天晴（原題）※日本未公開
  - 2010年無線電視 最優秀主演女優賞 ノミネート

## 参考
- テレサ・モウ - allcinema
- zh:毛舜筠
- en:Teresa_Mo